# Nakhon Pathom (tỉnh)
Nakhon Pathom (tiếng Thái: จังหวัดนครปฐม, phát âm [náʔkʰɔ̄ːn pā.tʰǒm]; phiên âm: Ná-khon Pa-thổm) là một tỉnh miền Trung của Thái Lan. Các tỉnh lân cận (từ phía Bắc theo chiều kim đồng hồ) là: Suphan Buri, Ayutthaya, Nonthaburi, thủ đô Bangkok, Samut Sakhon, Ratchaburi và Kanchanaburi. Tỉnh lị của tỉnh là thành phố Nakhon Pathom.